# Lobophytum catalai
Lobophytum catalai is een zachte koraalsoort uit de familie Alcyoniidae. De koraalsoort komt uit het geslacht Lobophytum. Lobophytum catalai werd in 1957 voor het eerst wetenschappelijk beschreven door Tixier-Durivault. 